# Катастрофа ATR 42 около Конка-ди-Креццо
Катастрофа ATR 42 около Конка-ди-Креццо — авиационная катастрофа, произошедшая 15 октября 1987 года. Авиалайнер ATR 42-312 авиакомпании Aero Trasporti Italiani (ATI) выполнял плановый рейс ATI460 по маршруту Милан—Кёльн, но через 15 минут после взлёта врезался в склон горы Кроцца и полностью разрушился. Погибли все находившиеся на его борту 37 человек — 34 пассажира и 3 члена экипажа.
Катастрофа рейса 460 стала первой авиакатастрофой в истории самолёта ATR 42.

## Самолёт
ATR 42-312 (регистрационный номер I-ATRH, серийный 046) был выпущен в 1987 году (первый полёт совершил 24 апреля под тестовым б/н F-WWEZ). 14 мая того же года был передан авиакомпании Aero Trasporti Italiani (ATI), в которой получил имя Verona. Оснащён двумя турбовинтовыми двигателями Pratt & Whitney Canada PW120.

## Экипаж
Состав экипажа рейса ATI460 был таким:
- Командир воздушного судна (КВС) — 43-летний Ламберто Лайне (итал. Lamberto Lainé).
- Второй пилот — 29-летний Пьерлуиджи Лампронти (итал. Pierluigi Lampronti).
- Стюардесса — 35-летняя Карла Корнелиани (итал. Carla Corneliani).